# Pierre-Gaspard Chaumette
Pierre-Gaspard Chaumette (ur. 24 maja 1763 w Nevers, zm. 13 kwietnia 1794 w Paryżu) – polityk francuski czasów rewolucji francuskiej, kordelier-hebertysta.

## Życiorys
Chaumette urodził się w rodzinie szewca i uzyskał tylko elementarne wykształcenie. Wraz z początkiem rewolucji przeniósł się do Paryża, gdzie znalazł zajęcie w redakcji lewicowej gazety Rewolucje Paryża. W roku 1792 wszedł w skład zarządu Komuny Paryża. Współpracował tam z Jacques-René Hébertem, wspólnie z nim tworząc radykalnie lewicowy front. W ich programie znajdowały się zarówno elementy poszerzające machinę terroru – poparli dekret o podejrzanych i domagali się zwiększenia liczby egzekucji – jak i postulaty prospołeczne – otoczenie opieką starców, chorych i sierot, otwieranie nowych bibliotek i szkół średnich dostępnych dla wszystkich. Był jednym z popularniejszych działaczy Komuny.
Chaumette zasłynął jako zwolennik radykalnej dechrystianizacji. Popierał zamykanie kościołów i współorganizował tzw. Święta Rozumu. Dla podkreślenia swoich poglądów w tej kwestii zmienił imię na „Anaksagoras” – na cześć starożytnego filozofa wygnanego za ateizm. Działania te znalazły się w konflikcie ze stanowiskiem jakobinów, którzy doprowadzili do postawienia Chaumette'a przed Trybunałem Rewolucyjnym. Oskarżający go Fouquier-Tinville zarzucił mu publiczne działania na szkodę moralności. Chaumette został uznany za winnego i zgilotynowany 13 kwietnia 1794 roku na Placu Rewolucji.